# Западна Атина (округ)
Округ Западна Атина (грч.  - periferiakí enótita Ditikou Tomea Athiniou) је округ у периферији Атика, на истоименом полуострву Атика. Управно средиште округа је главни град Грчке, Атина, која подручно њему не припада.
Округ Западна Атина је успостављен 2011. године поделом некадашње некадашње префектуре Атина, која је тада због величине подељена на четири мања округа.

## Природне одлике
Округ Западна Атина обухвата брдовито подручје у западном делу полуострва Атика.
Округ има средоземну климу.

## Становништво
По последњим проценама из 2001. године округ Западна Атина је имао око 470.000 становника, од чега огромна већина живи у северном делу грађевински повезаног подручја "Велике Атине".
Етнички састав: Главно становништво округа су Грци, али у округу има и доста странаца. Око 10% становништва "Велике Атине" су нови усељеници у Грчку.
Густина насељености је преко 7.000 ст./км², што је неупоредиво више од просека Грчке (око 80 ст./км²), али је у складу са карактером округа, који покрива потпуно изграђено земљиште Атине.

## Управна подела и насеља
Округ Западна Атина се дели на 7 општина (број је ознака општине на карти):
1. Аја Варвара - 2
2. Аји Анаргири–Каматеро - 5
3. Егалео - 6
4. Илију - 18
5. Перистери - 30
6. Петруполи - 31
7. Хајдари - 34

Град Атина, мада је изван округа, је његово седиште, али и периферије и целе Грчке. Све остале општине у округу су заправо њена западна предграђа и сва су велика насеља (> 10.000 ст.).